# Patrick Beverley
Patrick Beverley (* 12. Juli 1988 in Chicago, Illinois) ist ein US-amerikanischer Basketballspieler.

## Karriere
Beverley spielte ab 2006 zwei Jahre für die Razorbacks genannte Hochschulmannschaft der University of Arkansas. Für die Saison 2008/09 erhielt er von der NCAA keine Spielberechtigung, da er eigener Angabe nach gegen die Regeln des Hochschulsportverbands verstoßen hatte. Daraufhin verließ er die Universität, um in Europa zu spielen. Sein erster Verein war ab der Saison 2008/09 der Dnipro Dnipropetrowsk in der ukrainischen Basketballliga. In dieser Saison kam er auf einen Punkteschnitt von 16,7 pro Spiel.
Obwohl er in der zweiten Runde des NBA-Draftverfahrens 2009 von den Los Angeles Lakers ausgewählt worden war, blieb Beverley in Europa und unterschrieb einen Vertrag bei Olympiakos Piräus. Mit Piräus erreichte er an der Seite von Josh Childress und Linas Kleiza das Final Four in der EuroLeague 2009/10, wo man im Endspiel dem FC Barcelona unterlag. Im selben Jahr gewann Piräus den griechischen Pokal und erreichte den zweiten Platz in der griechischen Meisterschaft. Beverley blieb bei Olympiakos anders als zuvor in der Ukraine Ergänzungsspieler: In der Euroleague-Saison 2009/10 kam er auf 2,7 Punkte je Begegnung, in der griechischen Liga auf 4,9.
Beverley wechselte nach dem Pokalgewinn in Griechenland im Januar 2011 zum russischen Verein Spartak Sankt Petersburg. Nach dem Wechsel zu Spartak gewann er mit seiner neuen Mannschaft den russischen Pokal und erreichte das Final Four im europäischen Vereinswettbewerb EuroChallenge. In der Saison 2011/12 wurde Beverley als Hauptrunden-MVP des Eurocups sowie als bester Spieler des Monats Oktober 2011 in der VTB United League ausgezeichnet. Im Dezember 2012 verließ er die russische Mannschaft nach knapp zwei Jahren. Beverley brachte es in der VTB-Saison 2010/11 auf einen Mittelwert von 14,1 Punkten je Begegnung, 2011/12 steigerte er diesen Wert auf 15.
Am 7. Januar 2013 unterschrieb Beverley einen Vertrag bei den Houston Rockets in der NBA. Er spielte zunächst kurzzeitig für deren Farmteam, die Rio Grande Valley Vipers, ehe er am 15. Januar sein NBA-Debüt für die Rockets gab. Bei den Texanern entwickelte sich Beverley in den kommenden Jahren zu einem wichtigen Teil der Mannschaft und wurde erste Wahl auf der Position des Point Guards. Er war vor allem für seine gute Verteidigungsarbeit bekannt und wurde 2014 in das NBA All-Defensive Second Team und 2017 in das NBA All-Defensive First Team berufen.
Im Sommer 2017 wurde Beverley mit drei weiteren Spielern zu den Los Angeles Clippers transferiert, die im Gegenzug Allstar Chris Paul nach Houston schickten.
Beverley war am 16. August 2021 Gegenstand eines Tauschhandels der Texaner: Seine Rechte gingen ebenso wie jene an Rajon Rondo und Daniel Oturu an die Memphis Grizzlies, die im Gegenzug Eric Bledsoe zu den Kaliforniern transferierten. Beverley stand nur einen Tag bei den Memphis Grizzlies unter Vertrag und wurde für Jarrett Culver und Juan Hernangómez an die Minnesota Timberwolves abgegeben. Im August 2022 kam Beverley nach Kalifornien zurück, als sich die Los Angeles Lakers seine Dienste sicherten. In 45 Einsätzen für die Mannschaft erzielte er im Durchschnitt 6,4 Punkte.
Im Februar 2023 kam er von Los Angeles zu den Orlando Magic, die ihn jedoch drei Tage nach dem Vollzug des Tauschgeschäfts aus ihrem Aufgebot strichen. Ein Spiel bestritt Beverley für Orlando nicht.
Am 22. Februar 2023 wurde er von den Chicago Bulls verpflichtet und wechselte somit in seine Heimatstadt. Er trug in 22 Spielen die Farben der Mannschaft. Im Juli 2023 gaben die Philadelphia 76ers eine Einigung mit Beverley bekannt. Er spielte bis Februar 2024 für Philadelphia, bis dahin hatte Beverley 47 Einsätze für die Mannschaft bestritten. Dann wurde er an die Milwaukee Bucks abgegeben. Im Gegenzug wechselte Cameron Payne nach Milwaukee, das von Philadelphia als weitere Gegenleistung ein Auswahlrecht für das Draftverfahren 2027 übertragen bekam.
Mitte Juli 2024 gab Hapoel Tel Aviv aus der israelischen Ligat ha’Al Beverleys Verpflichtung bekannt. Anfang Februar 2025 wurde er bis auf weiteres beurlaubt, nachdem sich Beverley über die Entscheidung von Trainer Dimitrios Itoudis, ihm in einem Spiel nur neun Minuten Einsatzzeit zu gewähren, öffentlich spöttisch geäußert hatte. Mitte desselben Monats wurde Beverleys Weggang aus Tel Aviv bekannt.

### International
Bei der U19-Weltmeisterschaft 2007 in Novi Sad belegte Beverley mit den USA den zweiten Platz.

## Karriere-Statistiken

### NBA

#### Hauptrunde
| Saison  | Team                     | GP  | GS  | MPG  | FG % | 3P % | FT % | RPG | APG | SPG | BPG | PPG  |
| ------- | ------------------------ | --- | --- | ---- | ---- | ---- | ---- | --- | --- | --- | --- | ---- |
| 2012–13 | Houston                  | 41  | 0   | 17.4 | .418 | .375 | .829 | 2.7 | 2.9 | 0.9 | 0.5 | 5.6  |
| 2013–14 | Houston                  | 56  | 55  | 31.3 | .414 | .361 | .814 | 3.5 | 2.7 | 1.4 | 0.4 | 10.2 |
| 2014–15 | Houston                  | 56  | 55  | 30.8 | .383 | .356 | .750 | 4.2 | 3.4 | 1.1 | 0.4 | 10.1 |
| 2015–16 | Houston                  | 71  | 63  | 28.7 | .434 | .400 | .682 | 3.5 | 3.4 | 1.3 | 0.4 | 9.9  |
| 2016–17 | Houston                  | 67  | 67  | 30.7 | .420 | .383 | .768 | 5.9 | 4.2 | 1.5 | 0.4 | 9.5  |
| 2017–18 | L.A. Clippers            | 11  | 11  | 30.4 | .403 | .400 | .824 | 4.1 | 2.9 | 1.7 | 0.5 | 12.2 |
| 2018–19 | L.A. Clippers            | 78  | 49  | 27.4 | .407 | .397 | .780 | 5.0 | 3.8 | 0.9 | 0.6 | 7.6  |
| 2019–20 | L.A. Clippers            | 51  | 50  | 26.3 | .431 | .388 | .660 | 5.2 | 3.6 | 1.1 | 0.5 | 7.9  |
| 2020–21 | L.A. Clippers            | 37  | 34  | 22.5 | .423 | .397 | .800 | 3.2 | 2.1 | 0.8 | 0.8 | 7.5  |
| 2021–22 | Minnesota                | 58  | 54  | 25.4 | .406 | .343 | .722 | 4.1 | 4.6 | 1.2 | 0.9 | 9.2  |
| 2022–23 | LA. Lakers / Chicago     | 67  | 67  | 27.1 | .400 | .335 | .723 | 3.7 | 2.9 | 0.9 | 0.6 | 6.2  |
| 2023–24 | Philadelphia / Milwaukee | 73  | 13  | 20.0 | .417 | .337 | .822 | 3.3 | 2.9 | 0.6 | 0.4 | 6.2  |
| Gesamt  | Gesamt                   | 666 | 518 | 26.6 | .413 | .371 | .760 | 4.1 | 3.4 | 1.1 | 0.5 | 8.3  |

#### Play-offs
| Saison  | Team          | GP | GS | MPG  | FG % | 3P % | FT %  | RPG | APG | SPG | BPG | PPG  |
| ------- | ------------- | -- | -- | ---- | ---- | ---- | ----- | --- | --- | --- | --- | ---- |
| 2012–13 | Houston       | 6  | 5  | 33.3 | .431 | .333 | 1.000 | 5.5 | 2.8 | 1.2 | 0.7 | 11.8 |
| 2013–14 | Houston       | 6  | 6  | 33.7 | .380 | .318 | .700  | 4.2 | 1.8 | 0.5 | 0.3 | 8.7  |
| 2015–16 | Houston       | 5  | 5  | 25.8 | .270 | .214 | 1.000 | 4.4 | 2.2 | 0.4 | 0.4 | 5.8  |
| 2016–17 | Houston       | 11 | 11 | 29.5 | .413 | .404 | .786  | 5.5 | 4.2 | 1.5 | 0.2 | 11.1 |
| 2018–19 | L.A. Clippers | 6  | 6  | 32.5 | .426 | .433 | .750  | 8.0 | 4.7 | 1.0 | 1.0 | 9.8  |
| 2019–20 | L.A. Clippers | 8  | 8  | 20.8 | .513 | .364 | .500  | 4.1 | 2.4 | 1.0 | 0.4 | 6.3  |
| 2020–21 | L.A. Clippers | 17 | 7  | 19.0 | .426 | .351 | .857  | 2.4 | 1.4 | 0.7 | 0.7 | 4.9  |
| 2021–22 | Minnesota     | 6  | 6  | 32.3 | .429 | .346 | .682  | 3.2 | 4.8 | 1.2 | 1.2 | 11.0 |
| 2023–24 | Milwaukee     | 6  | 6  | 35.0 | .410 | .364 | .867  | 3.3 | 5.5 | 1.0 | 0.7 | 8.2  |
| Gesamt  | Gesamt        | 71 | 60 | 27.4 | .414 | .361 | .790  | 4.3 | 2.9 | 0.9 | 0.6 | 8.2  |